# Luszowice (powiat Chrzanowski)
Luszowice is een plaats in het Poolse district Chrzanowski, woiwodschap Klein-Polen. De plaats maakt deel uit van de gemeente Chrzanów en telt 1800 inwoners.

## Foto's

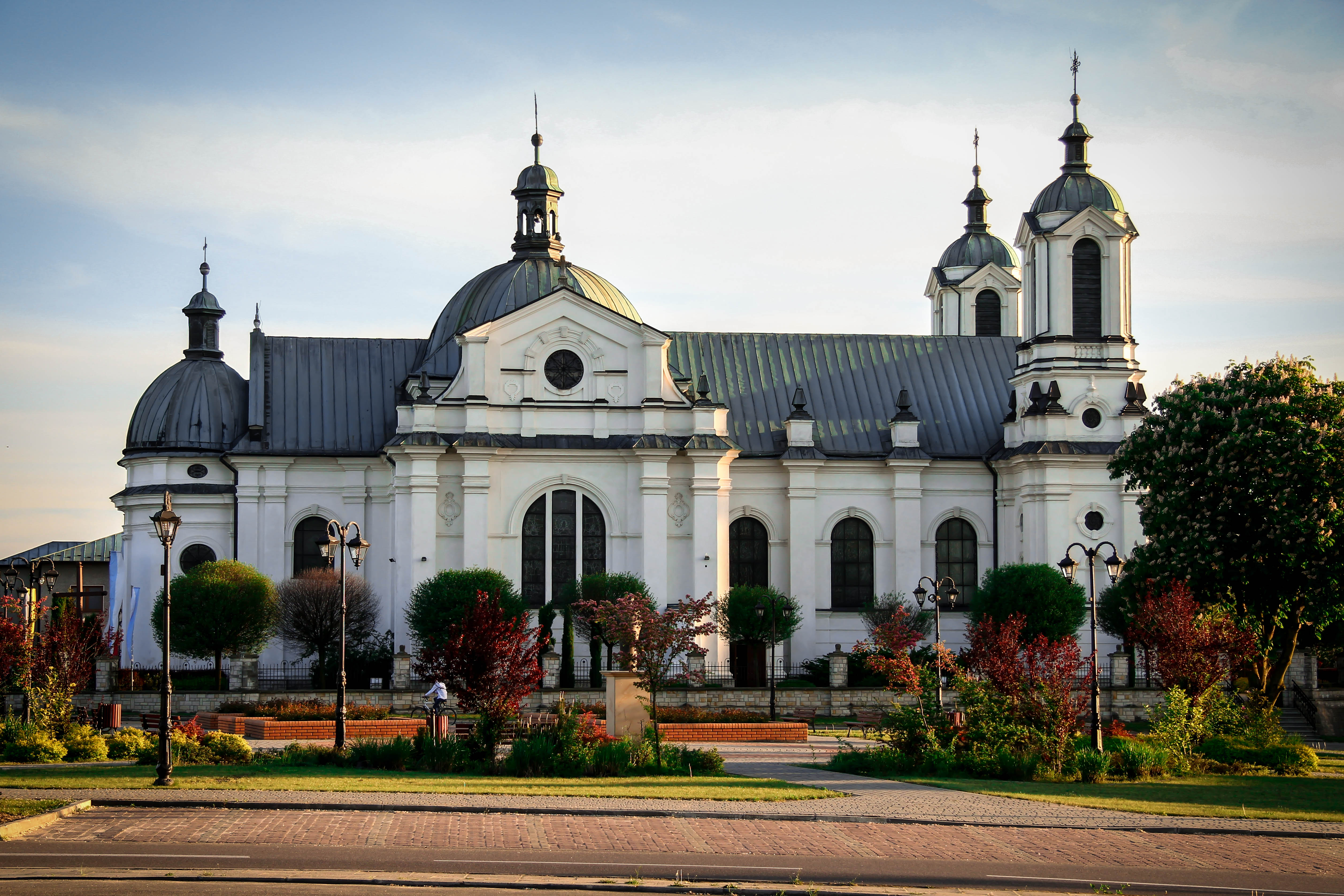
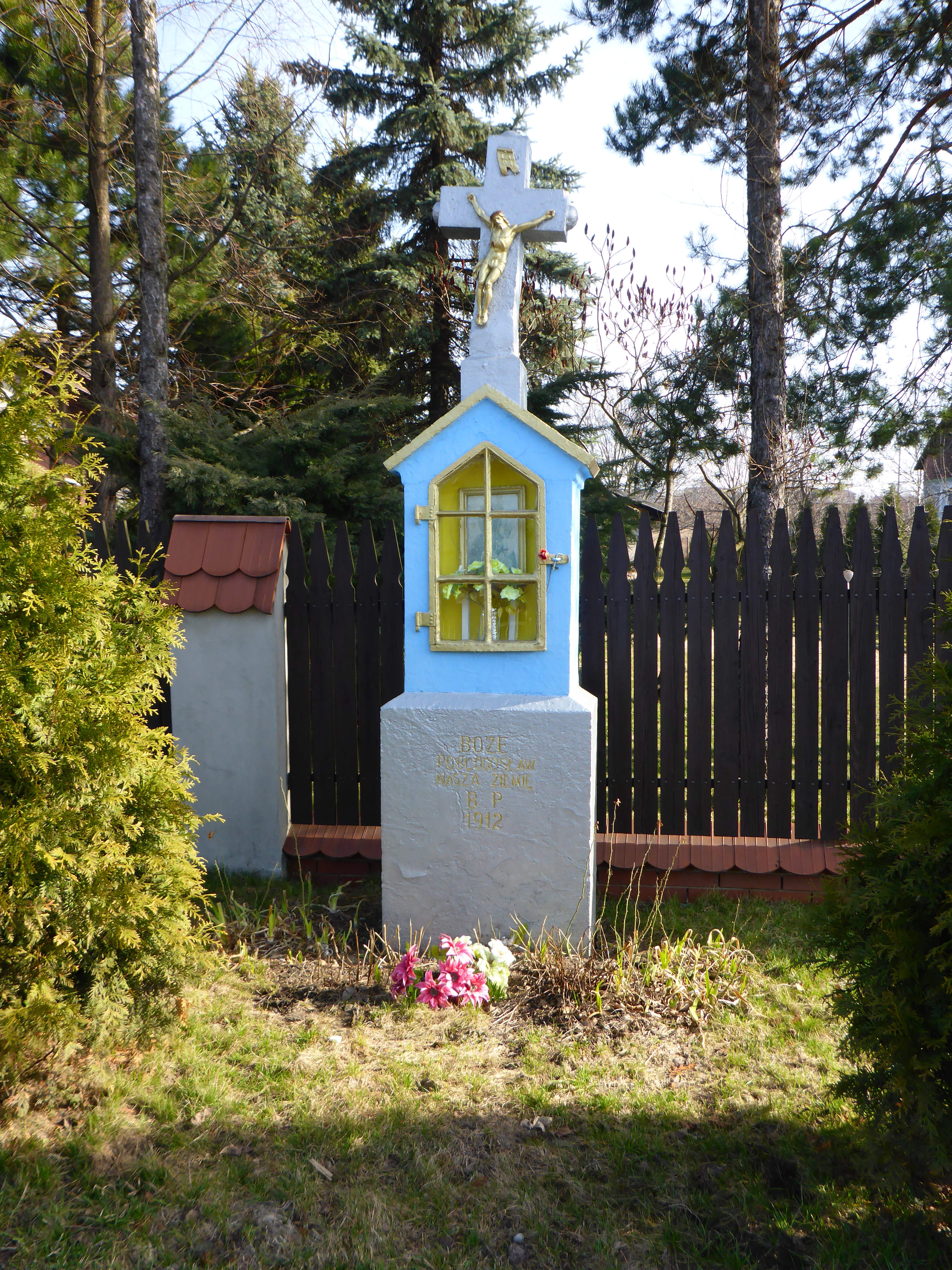